# Bakri Almadina
Bakri Abdel Kader Makeen Almadina (30 novembre 1987) è un calciatore sudanese, di ruolo attaccante.

## Carriera

### Club
Gioca nel campionato sudanese dal 2009.

### Nazionale
Ha esordito con la maglia della Nazionale nel 2009.

## Palmarès

### Club

#### Competizioni nazionali
- Sudan Premier League: 3

Al-Hilal: 2009, 2010, 2012
- Sudan Cup: 2

Al-Hilal: 2009, 2011